# Wołosate
Wołosate (w latach 1977–1981 Roztoka, ukr. Волосате) – osada w Polsce położona w województwie podkarpackim, w powiecie bieszczadzkim, w gminie Lutowiska.
Miejscowość leży na obszarze Bieszczadzkiego Parku Narodowego, w dolinie potoku Wołosatki górnego biegu Wołosatego, przy drodze wojewódzkiej nr 897. Jest dobrym punktem wypadowym na Tarnicę, a także rozpoczyna się tu Główny Szlak Beskidzki.
Miejscowość wchodzi w skład sołectwa Ustrzyki Górne.
Wieś prawa wołoskiego w latach 1551–1600, położona w ziemi sanockiej województwa ruskiego. W latach 1975–1998 miejscowość administracyjnie należała do województwa krośnieńskiego.

## Położenie geograficzne

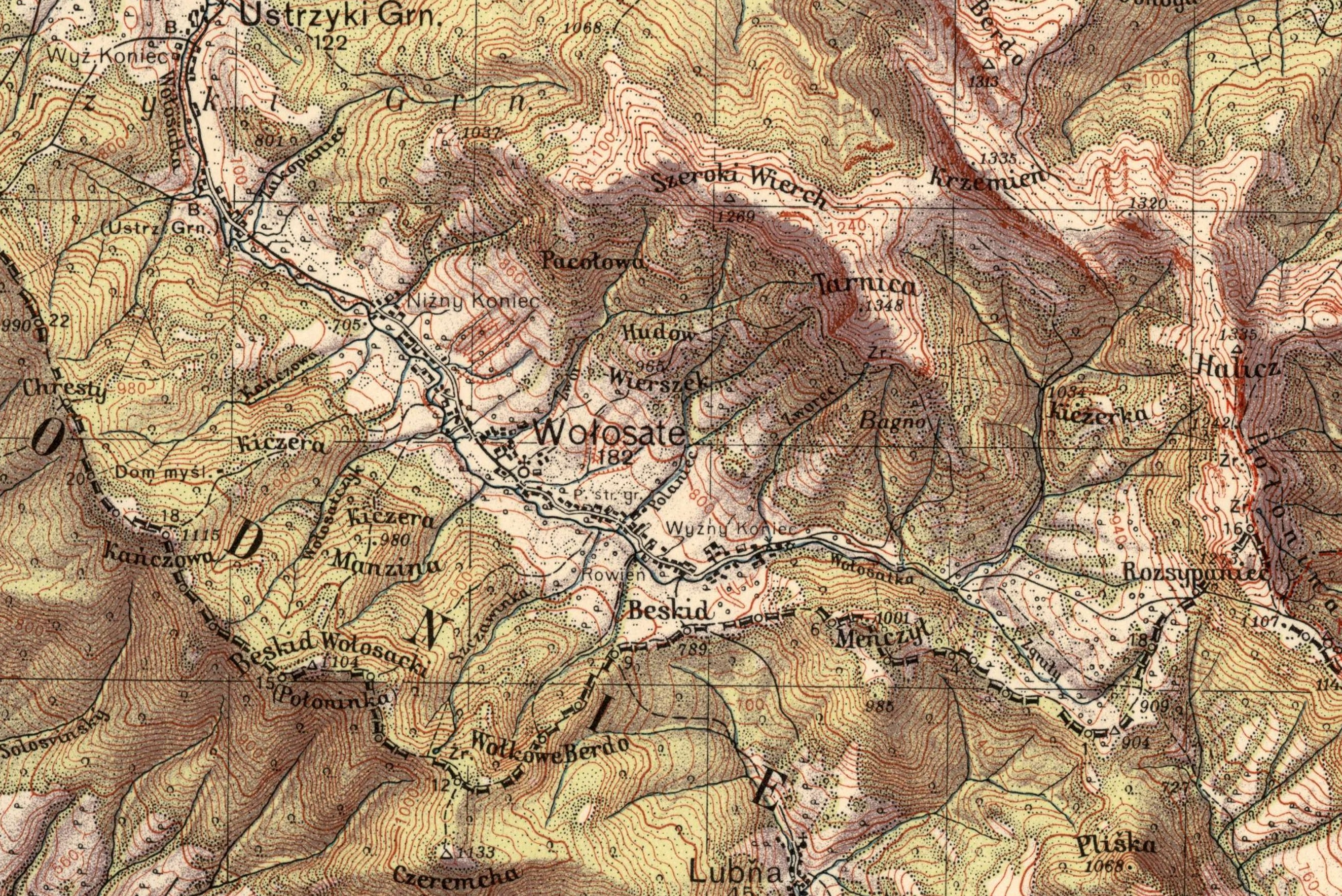
Wołosate na mapie Wojskowego Instytutu Geograficznego z 1937 roku

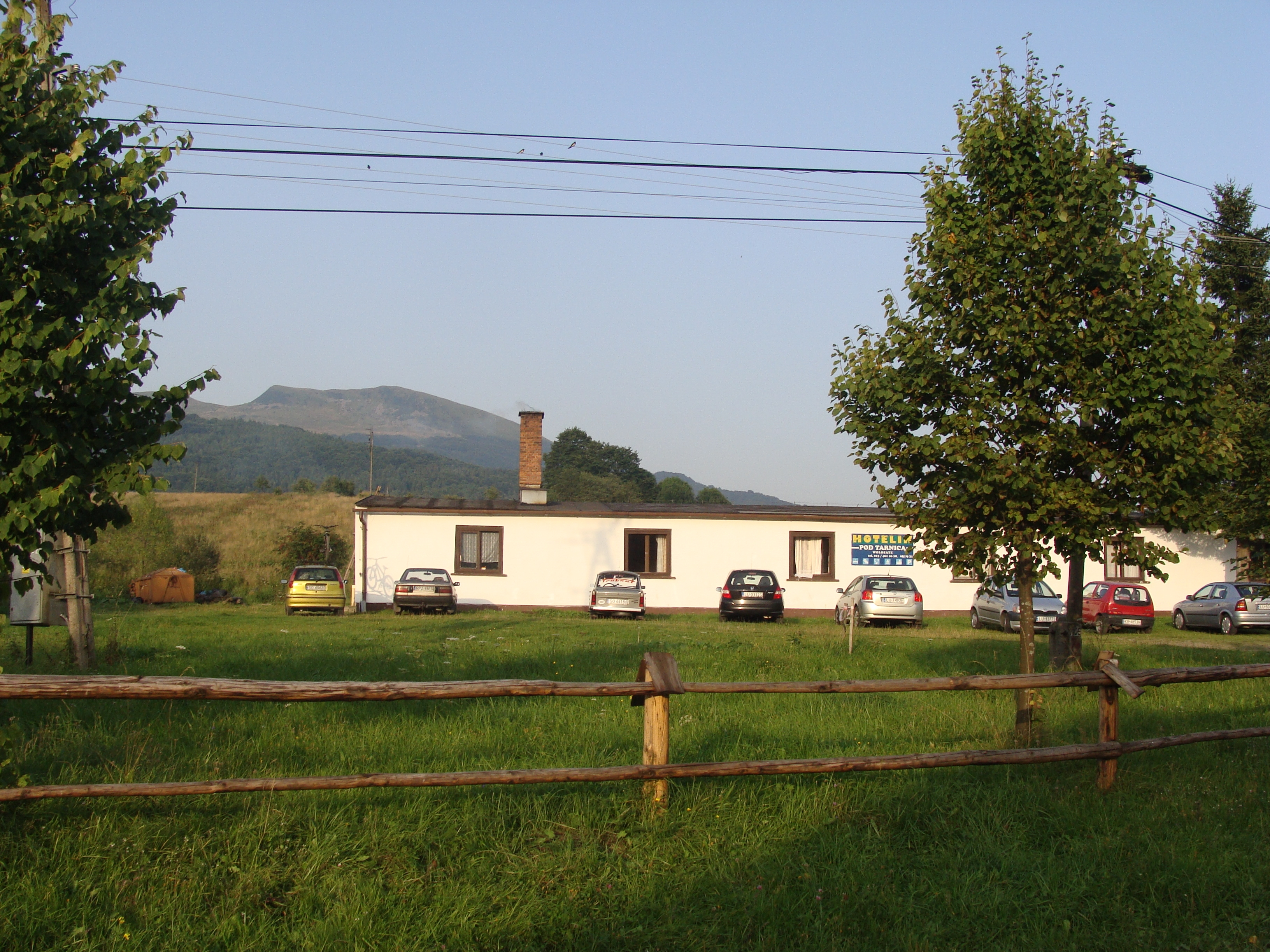
Centrum wsi Wołosate. Za gospodą po lewej stronie drogi wejście na szlak w stronę Tarnicy, widocznej w tle

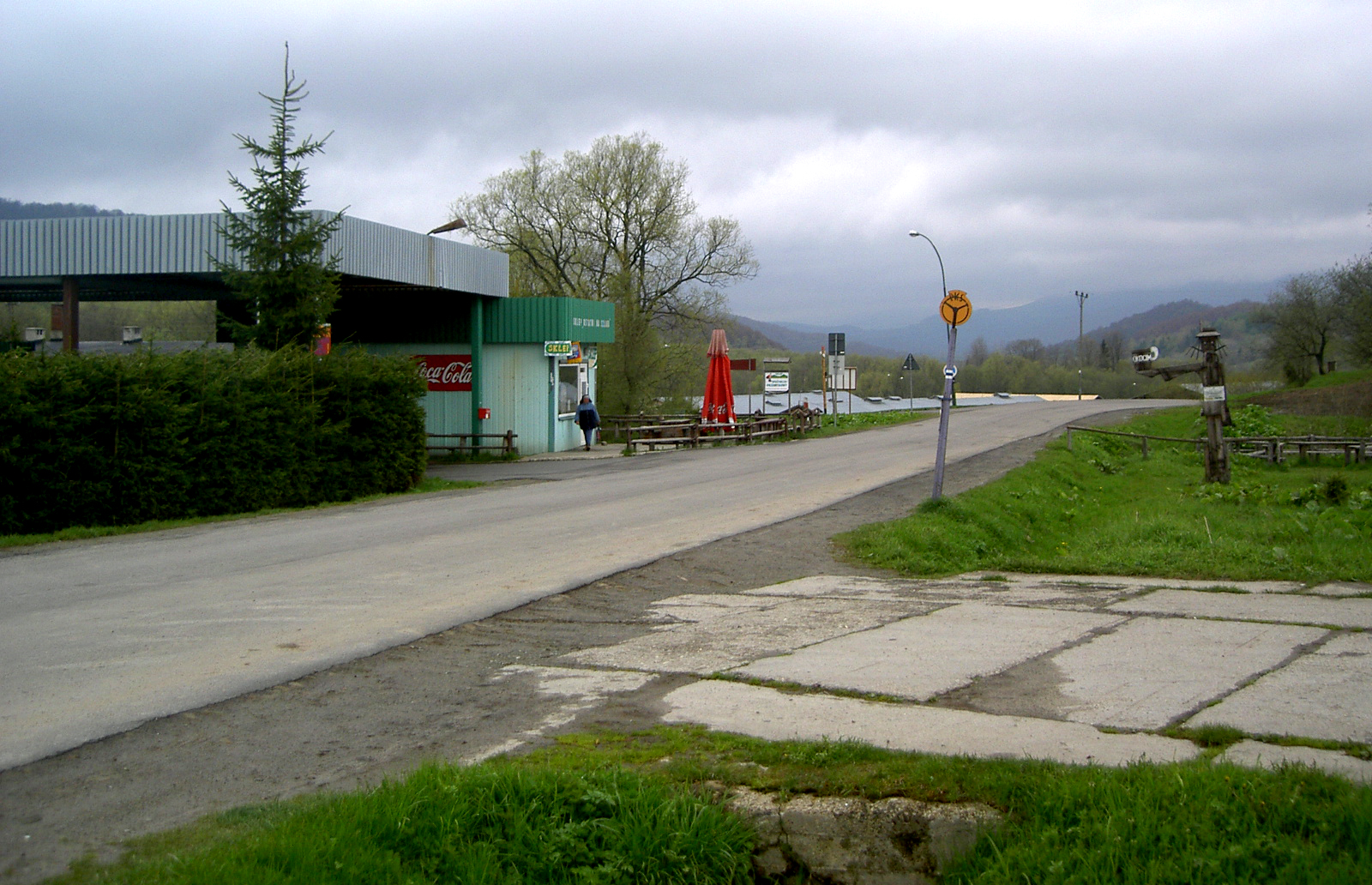
Wołosate, centrum wsi

Wołosate jest najdalej wysuniętą na południe zamieszkaną miejscowością Polski. Kilka kilometrów na południe, za granicą znajduje się ukraińska wieś Łubnia w rejonie wełykoberezneńskim obwodu zakarpackiego.

## Historia
Osada została założona w dolinie Wołosatego. Wymieniona była w dokumentach z 1557 r., a w 1566 r. odnotowano; „Wołoschatka wieś, (...) distans od Sanoka mil 12 (...) kniaź tylku dwu człowieku teraz tam osadził, a obu furtatów (złodziei), którzy jeszcze bardzo mało wykopały. Bóg to wie, kiedy im swoboda wynidzie”. W XVII w. Wołosate zostało dwukrotnie spalone przez zbójników tołhajów, których napady powtarzały się jeszcze do XIX w. W 1711 wieś została zniszczona przez wojska szwedzkie generała Magnusa Stenbocka. 30 kwietnia 1849 r. huzarzy węgierscy napadli na Wołosate, uprowadzając bydło i 10 chłopów. W połowie XIX wieku właścicielami posiadłości tabularnej Wołosate byli spadkobiercy Juliusza Rittnera.
W czasie I wojny światowej zimą 1914 i 1915 roku toczono tu walki pozycyjne. Była to duża wieś bojkowska, w większości jednak zamieszkana przez Polaków – przed wojną liczyła ponad 1200 mieszkańców, było ponad 200 domów. Podczas okupacji mieszkańcy Wołosatego nie chcieli przyjmować kennkart ukraińskich, choć było to finansowo korzystniejsze. Po roku 1944 władze radzieckie po przesunięciu granicy, wywiozły miejscowych Bojków w okolice Stryja. Po II wojnie światowej wieś została zniszczona i wysiedlona. Ludność polską wywieziono do Polski. W latach 70. powstało tu duże gospodarstwo hodowlane. Na jego potrzeby, z pomocą wojska, w 1987 r. rekultywowano dolinę Wołosatego. W Wołosatym znajduje się Zachowawcza Hodowla Konia Huculskiego.

## Demografia
- 1913 – 1040 osób;
- 1921 – 819 osób (137 domów; 795 wyznania greckokatolickiego i 24 wyznania mojżeszowego; 450 osób podczas spisu podało narodowość polską);
- 1991 – 13 osób;
- 2004 – 34 osoby;
- 2007 – 44 osoby;
- 2013 – 47 osób
- 2020 – 45 osób[3]

## Turystyka
Szlak pieszy E8 (przebieg fragmentu):
- Brzegi Górne – Połonina Caryńska – Ustrzyki Górne – Szeroki Wierch – Halicz – Wołosate.

Szlak turystyczny na Tarnicę:
- z Wołosatego – ok. 2 godz.